# 中谷義雄
中谷 義雄（なかたに よしお、1923年 - 1978年）は、日本の医師。医学博士。

## 経歴
大阪府大阪市西成区出身。
1945年に岩手医学専門学校（現岩手医科大学）を卒業し、1946年に医院を開業する。1950年には良導絡を発見し、基礎的研究を始める。1954年に京都大学生理学教室入室。同年京都大学鍼灸懇話会を設立、100回幹事となる。1957年に笹川久吾の指導の下で皮膚通電抵抗と良導絡を京都大学に提出し、学位を取得。1959年に関西鍼灸柔整専門学校（現関西医療大学）講師。1961年に良導絡医学会を設立し、副会長に就任。1966年に大阪医科大学麻酔科東洋医学担当非常勤講師を務め、1978年に膀胱癌で逝去。54歳没。

## 書物
- 良導絡医学概論